# Gyurinovics Fanni
Gyurinovics Fanni (Baja, 2001. október 24. –) magyar úszó.

## Pályafutása
5 évesen kezdte az úszást Baján, 2011-ben családjával Budapestre költözött.  
A Csik Ferenc Általános Iskolában és Gimnáziumban tanult.Először A Jövő SC, majd a Vasas SC úszója lett. 2013 nyarán az országos bajnokságon még a Vasas úszójaként indult, novemberben azonban már az UTE versenyzője volt. 2015-ben elhagyta az újpesti egyesületet, és a Győri Úszó SE-hez szerződött. 2016-ban Győrből Budapestre költözött, s a győri klubtól a budapesti MTK-hoz igazolt.
A 2015. évi nyári európai ifjúsági olimpiai fesztiválon (EYOF 2015) Tbilisziben 50 méteres gyorsúszásban és 200 méteres vegyesúszásban aranyérmet szerzett, míg 400 méteres vegyesúszásban a negyedik helyen végzett.
A 2017-es junior Európa-bajnokságon az izraeli Netánjában a női 4 × 200 méteres gyorsváltó tagjaként (csapattársak: Barócsai Petra, Juhász Janka, Késely Ajna) aranyérmes, a női 4 × 100 méteres vegyesváltó tagjaként (csapattársak: Barócsai Petra, Dobos Dorottya, Vécsei Réka) ezüstérmes, a vegyes 4 × 100 méteres gyorsváltó tagjaként (csapattársak: Milák Kristóf, Németh Nándor, Késely Ajna) szintén aranyérmes, míg a 100 méteres gyorsúszásban a 6. lett.
Tagja volt a 2017-es budapesti úszó-világbajnokság magyar csapatának: 100 méteres gyorsúszásban és a női 4 × 100 méteres gyorsváltó tagjaként indul. A váltó az előfutamában a negyedik helyen, összesítve a 9. helyen végzett 61 század másodperccel lemaradva a döntőbe került nyolcadik helyezettől. 100 méteres gyorsúszásban a 28. helyen végzett.
A tokiói olimpián a 4 × 100 méteres vegyes váltó tagjaként állt rajtkőre (Kovács Benedek, Halmai Petra, Márton Richárd) és előfutamában a 7., összesítésben a 15. helyen zárta az ötkarikás játékokat.

## Magánélete
Édesapja Gyurinovics Zsolt. Húga, Gyurinovics Lili szintén úszó.